# Asynapteron equatorianum
Asynapteron equatorianum är en skalbaggsart som först beskrevs av Martins 1960.  Asynapteron equatorianum ingår i släktet Asynapteron och familjen långhorningar. Inga underarter finns listade.